# Voatamalo
Voatamalo é um género botânico pertencente à família Picrodendraceae.